# Pellegrue
Pellegrue (Pelagrua en gascon) est une commune du Sud-Ouest de la France, située dans le département de la Gironde, en région Nouvelle-Aquitaine.
Ses habitants sont appelés les Pellegruens.

## Géographie

### Localisation
La commune se trouve dans l'Entre-deux-Mers, à 62 km à l'est de Bordeaux, chef-lieu du département et à 41 km au nord-est de Langon, chef-lieu d'arrondissement.

### Communes limitrophes
Les communes limitrophes en sont Massugas au nord-nord-est, Caplong au nord-est, Landerrouat  à l'est, Esclottes (Lot-et-Garonne) à l'est-sud-est, Sainte-Colombe-de-Duras (Lot-et-Garonne) au sud-est, Dieulivol au sud, Saint-Ferme au sud-ouest, Auriolles à l'ouest, Listrac-de-Durèze à l'ouest-nord-ouest, Saint-Antoine-du-Queyret au nord-ouest, Sainte-Radegonde au nord-nord-ouest et Coubeyrac au nord.
| Sainte-Radegonde Saint-Antoine-du-Queyret | Coubeyrac | Massugas Caplong                  |
| Listrac-de-Durèze Auriolles               | Pellegrue | Landerrouat Esclottes (L. & G.)   |
| Saint-Ferme                               | Dieulivol | Sainte-Colombe-de-Duras (L. & G.) |

### Climat
Pour des articles plus généraux, voir Climat de la Nouvelle-Aquitaine et Climat de la Gironde.
Historiquement, la commune est exposée à un climat océanique aquitain.  
En 2020, Météo-France publie une typologie des climats de la France métropolitaine dans laquelle la commune est exposée à un climat océanique et est dans la région climatique  Aquitaine, Gascogne, caractérisée par une pluviométrie abondante au printemps, modérée en automne, un faible ensoleillement au printemps, un été chaud (19,5 °C), des vents faibles, des brouillards fréquents en automne et en hiver et des orages fréquents en été (15 à 20 jours).
Pour la période 1971-2000, la température annuelle moyenne est de 12,9 °C, avec une amplitude thermique annuelle de 15,1 °C. Le cumul annuel moyen de précipitations est de 818 mm, avec 11,2 jours de précipitations en janvier et 6,6 jours en juillet. Pour la période 1991-2020, la température moyenne annuelle observée sur la station météorologique la plus proche, située sur la commune de Talence à 13,91 km à vol d'oiseau, est de 14,3 °C et le cumul annuel moyen de précipitations est de 884,0 mm,. Pour l'avenir, les paramètres climatiques de la commune estimés pour 2050 selon différents scénarios d’émission de gaz à effet de serre sont consultables sur un site dédié publié par Météo-France en novembre 2022.

## Urbanisme

### Typologie
Au 1er janvier 2024, Pellegrue est catégorisée commune rurale à habitat dispersé, selon la nouvelle grille communale de densité à sept niveaux définie par l'Insee en 2022.
Elle est située hors unité urbaine et hors attraction des villes,.

### Occupation des sols

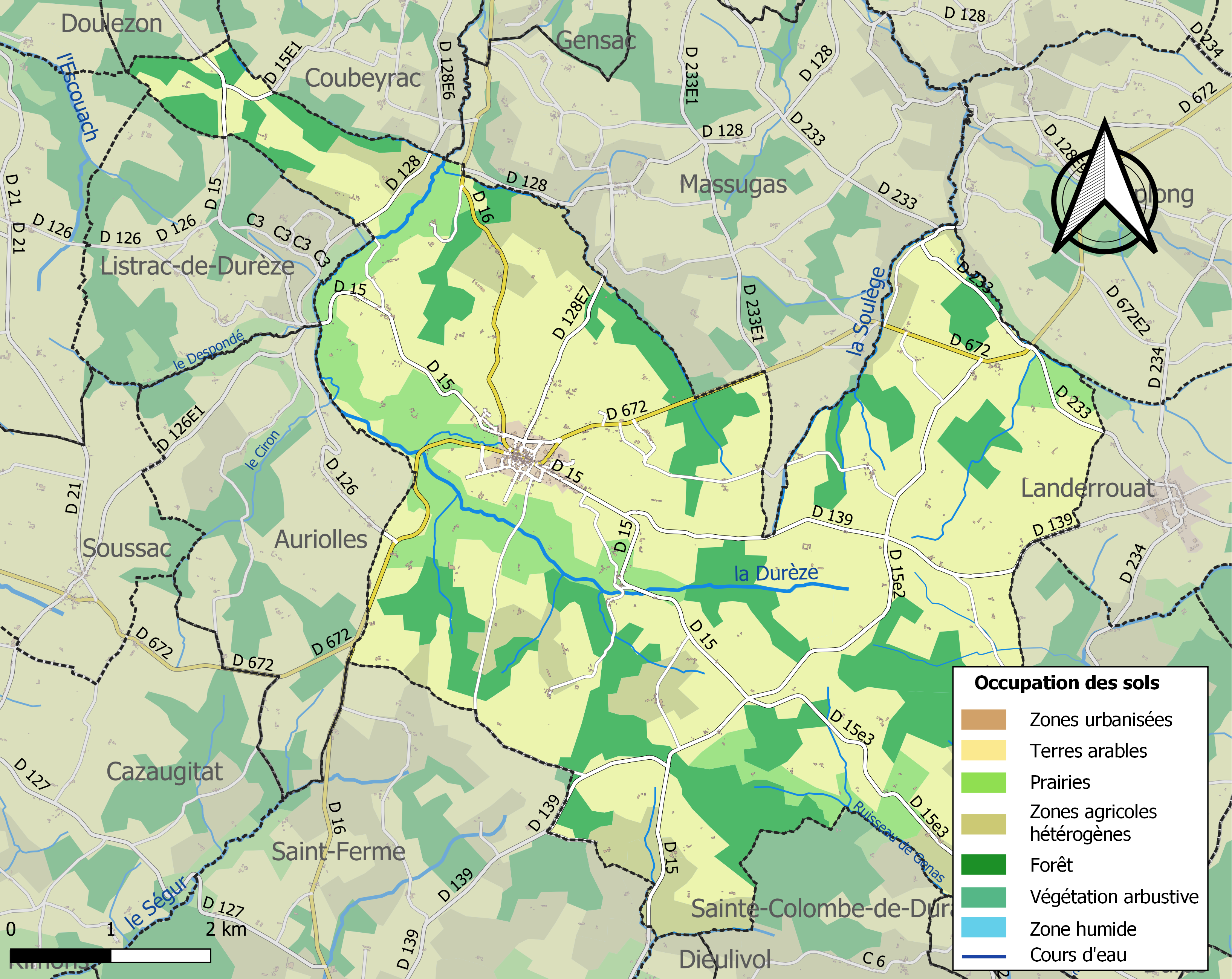
Carte des infrastructures et de l'occupation des sols de la commune en 2018 (CLC).

L'occupation des sols de la commune, telle qu'elle ressort de la base de données européenne d’occupation biophysique des sols Corine Land Cover (CLC), est marquée par l'importance des territoires agricoles (78 % en 2018), en diminution par rapport à 1990 (79,5 %). La répartition détaillée en 2018 est la suivante : 
cultures permanentes (56 %), forêts (21 %), prairies (11,1 %), zones agricoles hétérogènes (9,7 %), terres arables (1,2 %), zones urbanisées (1 %). L'évolution de l’occupation des sols de la commune et de ses infrastructures peut être observée sur les différentes représentations cartographiques du territoire : la carte de Cassini (XVIIIe siècle), la carte d'état-major (1820-1866) et les cartes ou photos aériennes de l'IGN pour la période actuelle (1950 à aujourd'hui).

### Voies de communication et transports
Les principales voies de communication routière sont la route départementale 672 qui mène vers le nord-est à Sainte-Foy-la-Grande et vers le sud-ouest à Sauveterre-de-Guyenne, la route départementale D 15 qui mène vers le nord-ouest à Castillon-la-Bataille et vers le sud-ouest vers Gironde-sur-Dropt, la route départementale D 16 qui mène vers le nord à Pessac-sur-Dordogne et vers le sud à Monségur et la route départementale D 128e7 qui relie la commune à Massugas au nord.
L'accès le plus proche à l'autoroute A62 (Bordeaux-Toulouse) est le no 4, dit de La Réole, distant de 33 km par la route vers le sud-sud-ouest.
L'accès no 1, dit de Bazas, à l'autoroute A65 (Langon-Pau) se situe à 51 km vers le sud-ouest.
L'accès le plus proche à l'autoroute A89 (Bordeaux-Lyon) est le no 12, dit de Montpon-Ménestérol, qui se situe à 35 km vers le nord.
La gare SNCF la plus proche est celle, distante de 18 km par la route vers le nord-nord-ouest, de Castillon-la-Bataille sur la ligne de Libourne-Buisson du TER Nouvelle-Aquitaine.
Sur la ligne Bordeaux-Sète du TER Nouvelle-Aquitaine, la gare la plus proche est celle, distante de 25 km par la route vers le sud-sud-ouest, de La Réole.

### Risques majeurs
Le territoire de la commune de Pellegrue est vulnérable à différents aléas naturels : météorologiques (tempête, orage, neige, grand froid, canicule ou sécheresse), inondations et séisme (sismicité très faible). Un site publié par le BRGM permet d'évaluer simplement et rapidement les risques d'un bien localisé soit par son adresse soit par le numéro de sa parcelle.
La commune a été reconnue en état de catastrophe naturelle au titre des dommages causés par les inondations et coulées de boue survenues en 1982, 1999 et 2009,.

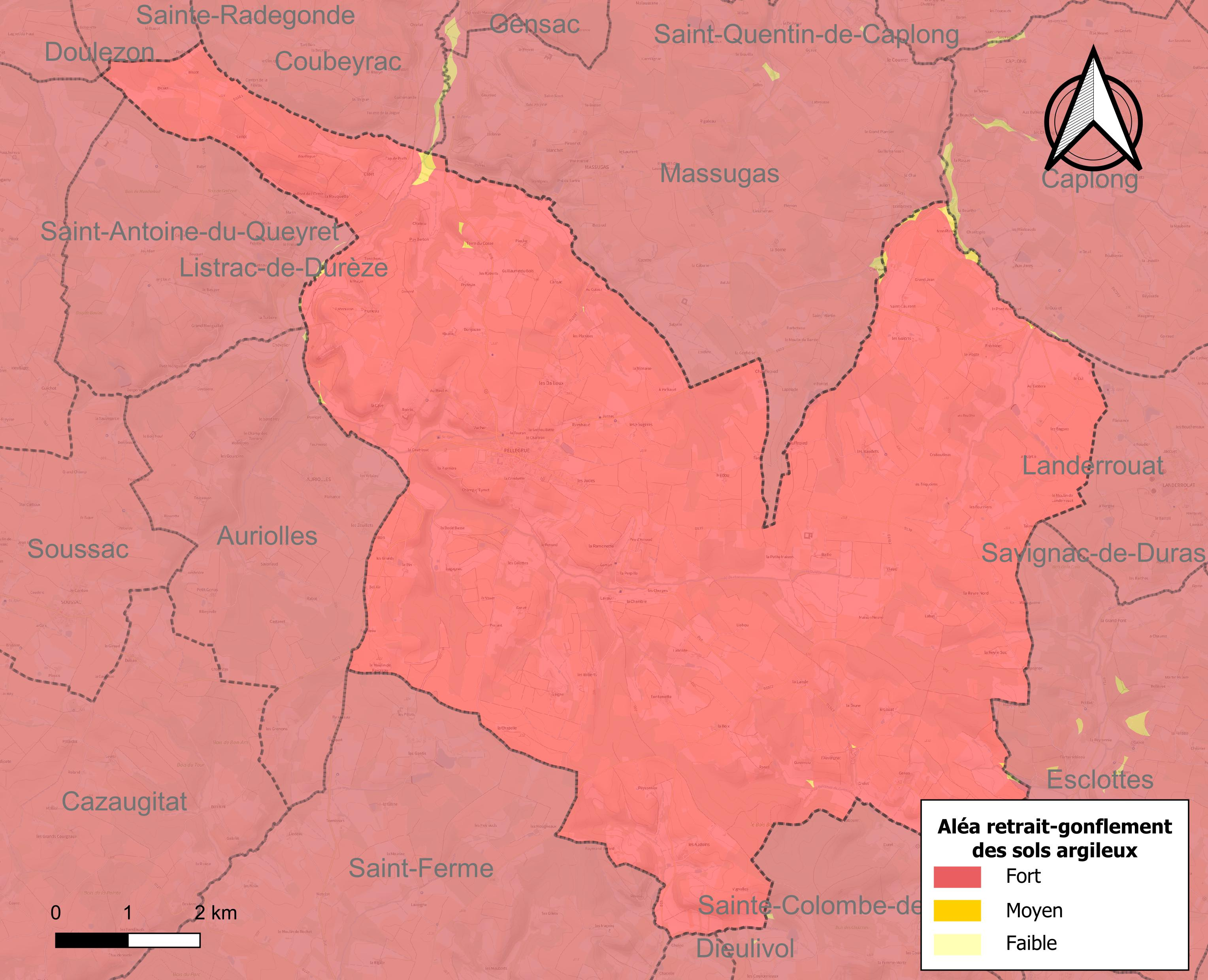
Carte des zones d'aléa retrait-gonflement des sols argileux de Pellegrue.

Le retrait-gonflement des sols argileux est susceptible d'engendrer des dommages importants aux bâtiments en cas d’alternance de périodes de sécheresse et de pluie. La totalité de la commune est en aléa moyen ou fort (67,4 % au niveau départemental et 48,5 % au niveau national). Sur les 546 bâtiments dénombrés sur la commune en 2019, 546 sont en aléa moyen ou fort, soit 100 %, à comparer aux 84 % au niveau départemental et 54 % au niveau national. Une cartographie de l'exposition du territoire national au retrait gonflement des sols argileux est disponible sur le site du BRGM,.
Par ailleurs, afin de mieux appréhender le risque d’affaissement de terrain, l'inventaire national des cavités souterraines permet de localiser celles situées sur la commune.
Concernant les mouvements de terrains, la commune a été reconnue en état de catastrophe naturelle au titre des dommages causés par la sécheresse en 2003 et par des mouvements de terrain en 1999.

## Toponymie
Le nom de la commune qui signifie colline aux grues (pella grua) proviendrait de ce qu'un groupe de grues se reposant à proximité du village aurait été dérangé par des brigands s'apprêtant à l'investir de nuit et, en prenant son essor, aurait réveillé les habitants qui auraient ainsi pu défendre leurs biens.

## Histoire
Pellegrue est une bastide du XIIIe siècle.
À la Révolution, les paroisses Saint-André, Saint-Pierre de Genas, Notre-Dame de Lareyre, Saint-Blaise d'Esclottes, Saint-Laurent de Cervolle et son annexe, Saint-Martin de Cervolle, forment la commune de Pellegrue.

### Héraldique
| Blason de Pellegrue | « D'azur à la grue d'argent tenant sa vigilance du même. » Ce blason était aussi celui du cardinal Arnaud de Pellegrue, né au château de la Mothe Pellegrue (ancien diocèse de Bazas), qui fut préalablement vicaire général à Bordeaux. |

## Politique et administration
| Période                                  | Période   | Identité      | Étiquette      | Qualité                                                       |
| ---------------------------------------- | --------- | ------------- | -------------- | ------------------------------------------------------------- |
| ca 1958                                  | ?         | Georges Faure | Rad.           | Conseiller général du canton de Pellegrue (1968-1974)         |
| 1972                                     | juin 1995 | André Goudard | Apparenté PCF  | Conseiller général du canton de Pellegrue (1973-1988)         |
| juin 1995                                | mars 2001 | …             |                |                                                               |
| mars 2001                                | En cours  | José Bluteau  | DVD puis MoDem | Artisan Conseiller général du canton de Pellegrue (2008-2015) |
| Les données manquantes sont à compléter. |           |               |                |                                                               |

### Intercommunalité
Le 1er janvier 2014, la Communauté de communes du Pays de Pellegrue ayant été supprimée, la commune de Pellegrue s'est retrouvée intégrée à la communauté de communes du pays Foyen siégeant à Pineuilh.

## Démographie
| 1793  | 1800  | 1806  | 1821  | 1831  | 1836  | 1841  | 1846  | 1851  |
| ----- | ----- | ----- | ----- | ----- | ----- | ----- | ----- | ----- |
| 1 500 | 1 882 | 2 085 | 1 860 | 1 857 | 1 776 | 1 840 | 1 712 | 1 738 |

| 1856  | 1861  | 1866  | 1872  | 1876  | 1881  | 1886  | 1891  | 1896  |
| ----- | ----- | ----- | ----- | ----- | ----- | ----- | ----- | ----- |
| 1 714 | 1 678 | 1 707 | 1 675 | 1 622 | 1 559 | 1 463 | 1 343 | 1 431 |

| 1901  | 1906  | 1911  | 1921  | 1926  | 1931  | 1936  | 1946  | 1954  |
| ----- | ----- | ----- | ----- | ----- | ----- | ----- | ----- | ----- |
| 1 524 | 1 594 | 1 512 | 1 406 | 1 514 | 1 551 | 1 478 | 1 493 | 1 516 |

| 1962  | 1968  | 1975  | 1982  | 1990  | 1999 | 2005  | 2006  | 2010 |
| ----- | ----- | ----- | ----- | ----- | ---- | ----- | ----- | ---- |
| 1 438 | 1 343 | 1 144 | 1 065 | 1 046 | 979  | 1 030 | 1 043 | 991  |

| 2015  | 2020 | 2022 | - | - | - | - | - | - |
| ----- | ---- | ---- | - | - | - | - | - | - |
| 1 098 | 903  | 899  | - | - | - | - | - | - |

## Culture locale et patrimoine

### Lieux et monuments
- L'église Saint-André, construite à l'origine au cours du XIIIe siècle en forme de croix latine, possède une façade occidentale de style roman et un clocher du XIXe siècle de style néo-byzantin ; elle fait l’objet d’une inscription au titre des monuments historiques par arrêté du 5 octobre 1925[29].
- Église Saint-Laurent de Saint-Laurent.
- Église Saint-Louis de Vignolles.
- Église Saint-Pierre de Génas.
- Le château du Puch de Gensac, bâti à l'origine  au XIIIe siècle, a subi d'importants agrandissements aux XVIe et XVIIe siècles ; il a été inscrit au titre des monuments historiques par arrêté du 30 septembre 1994[30].

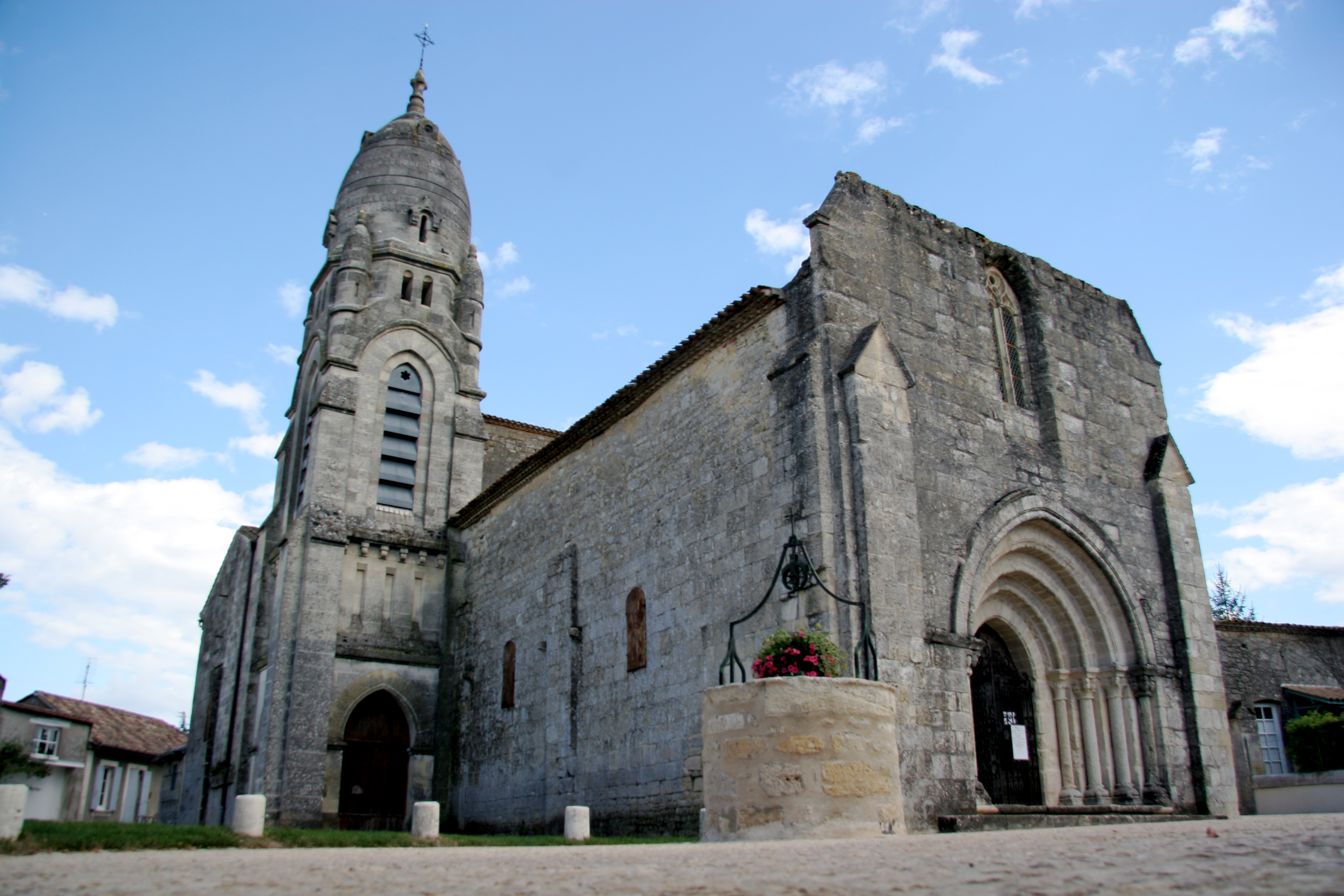
L'église Saint-André.
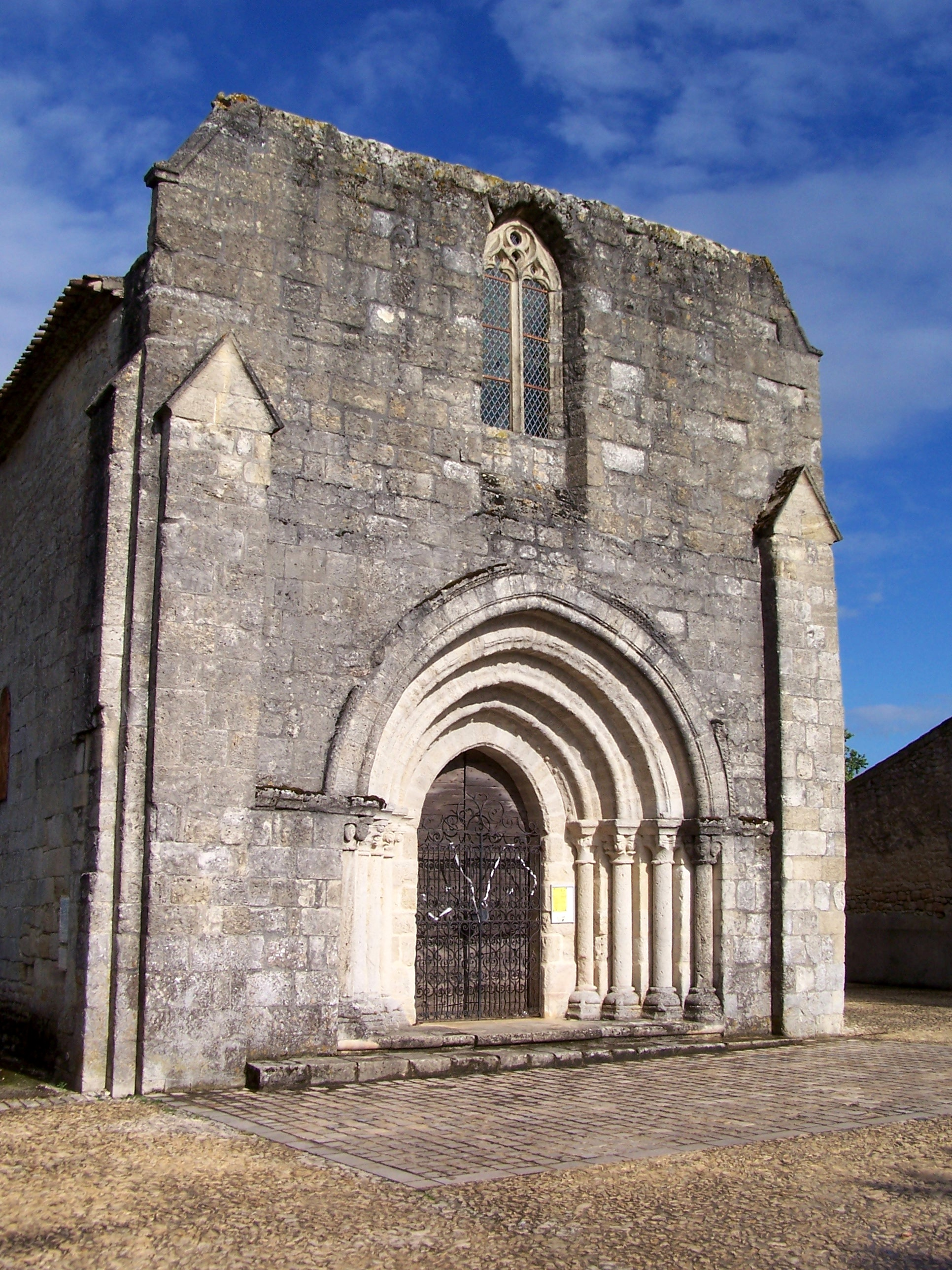
Façade occidentale de l'église (juil. 2012).
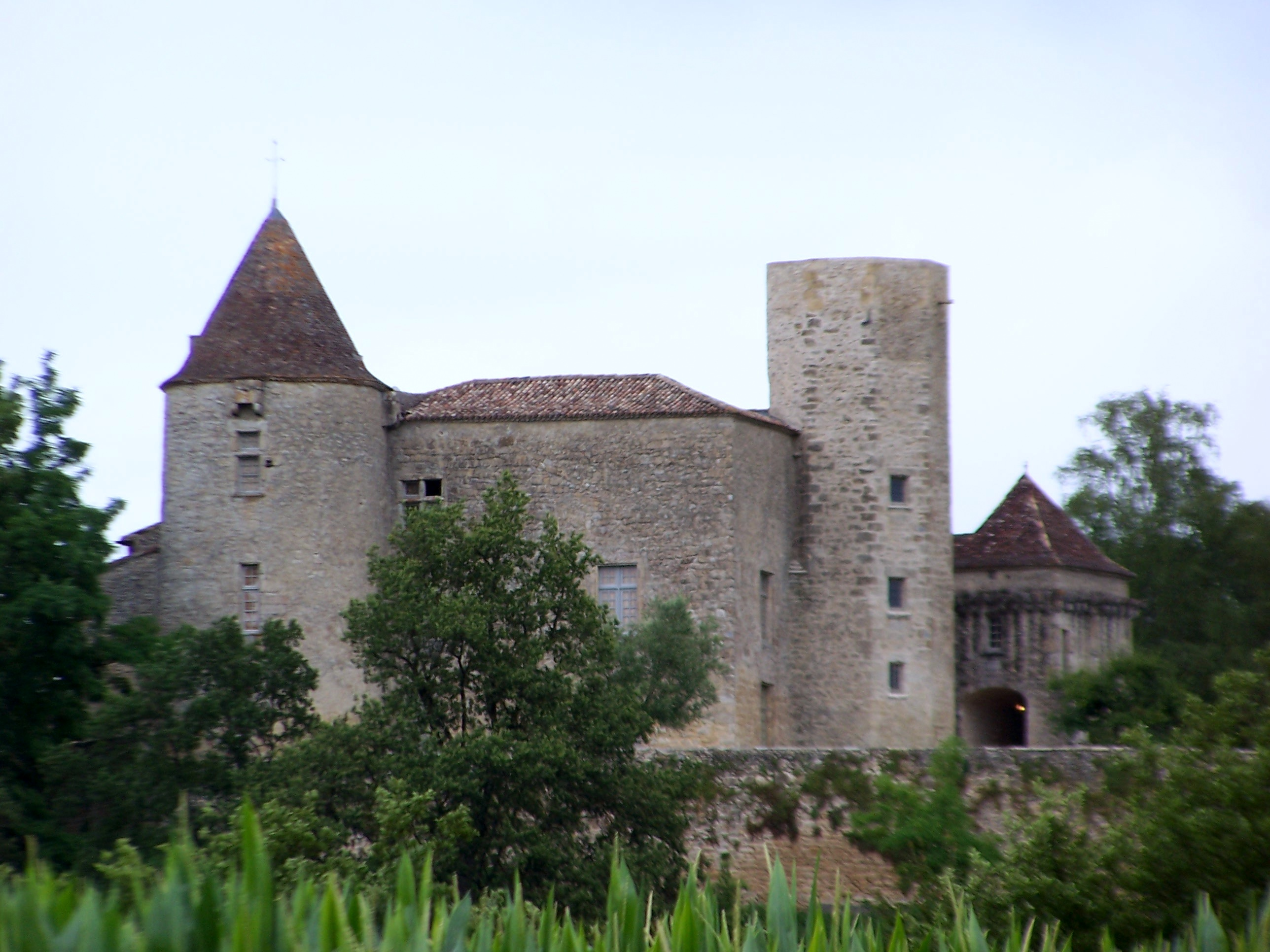
Le château du Puch de Gensac.
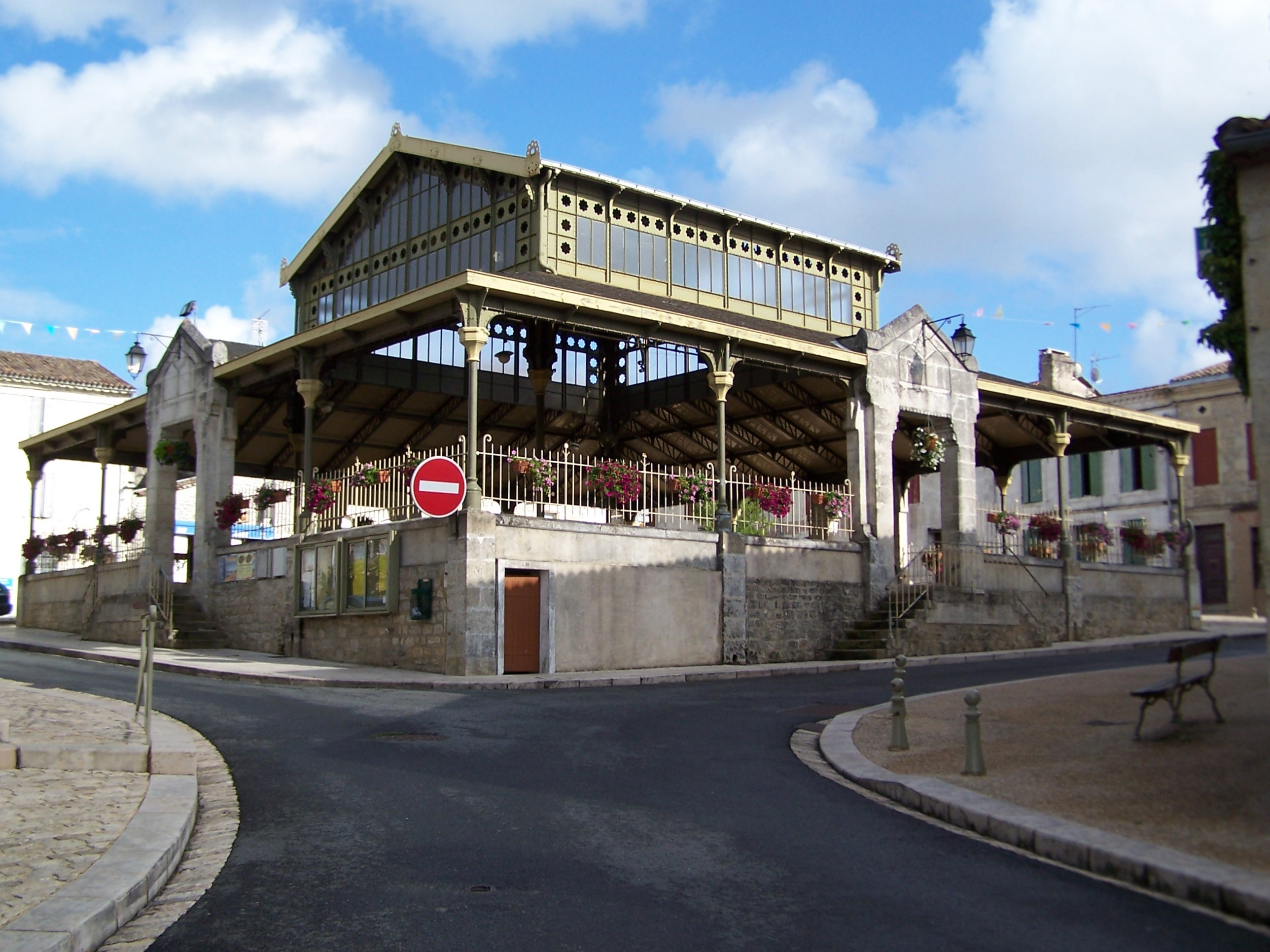
La halle (juil. 2012).
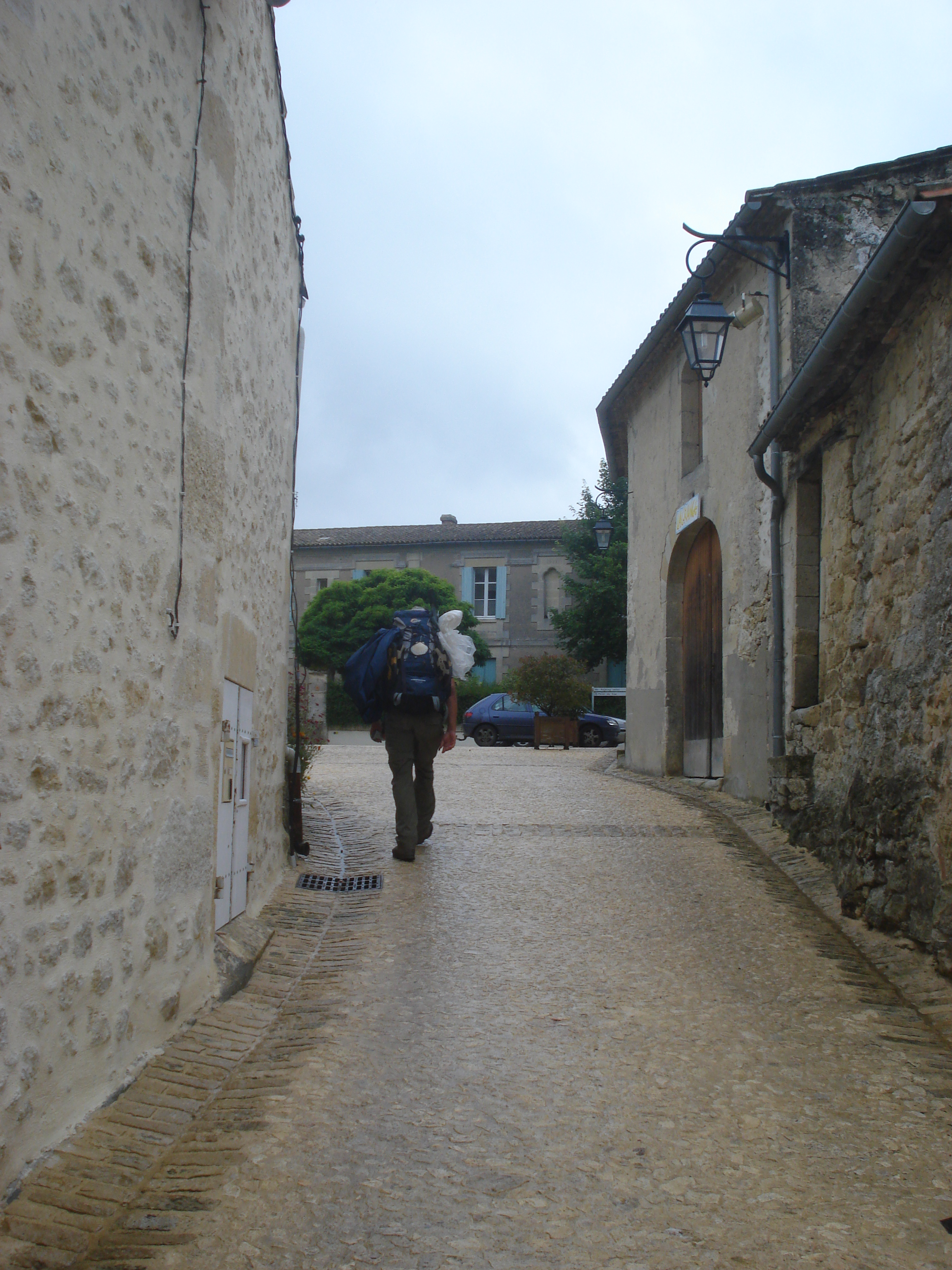
Pèlerin dans une ruelle (août 2008).
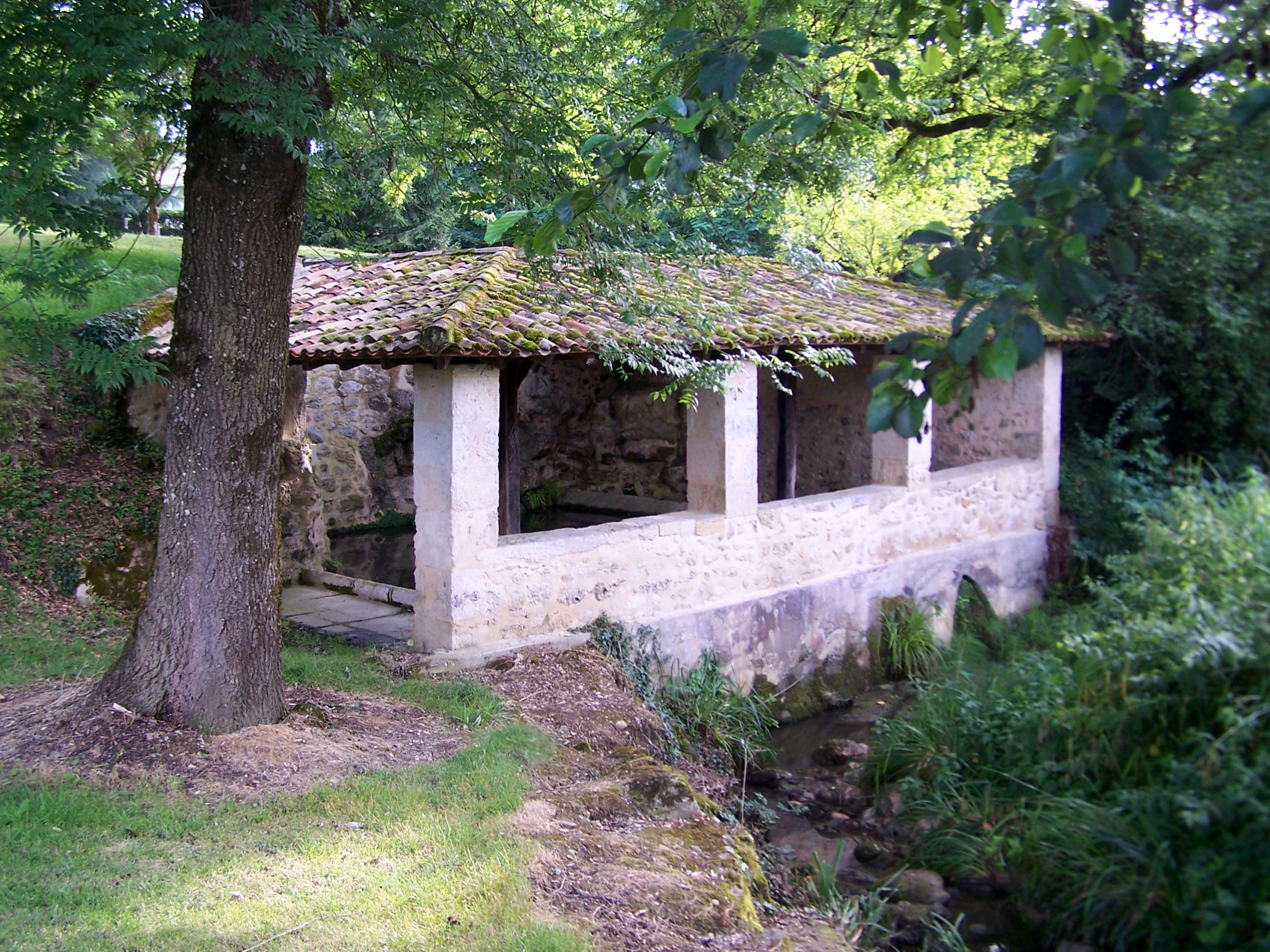
Lavoir communal (juil. 2012).
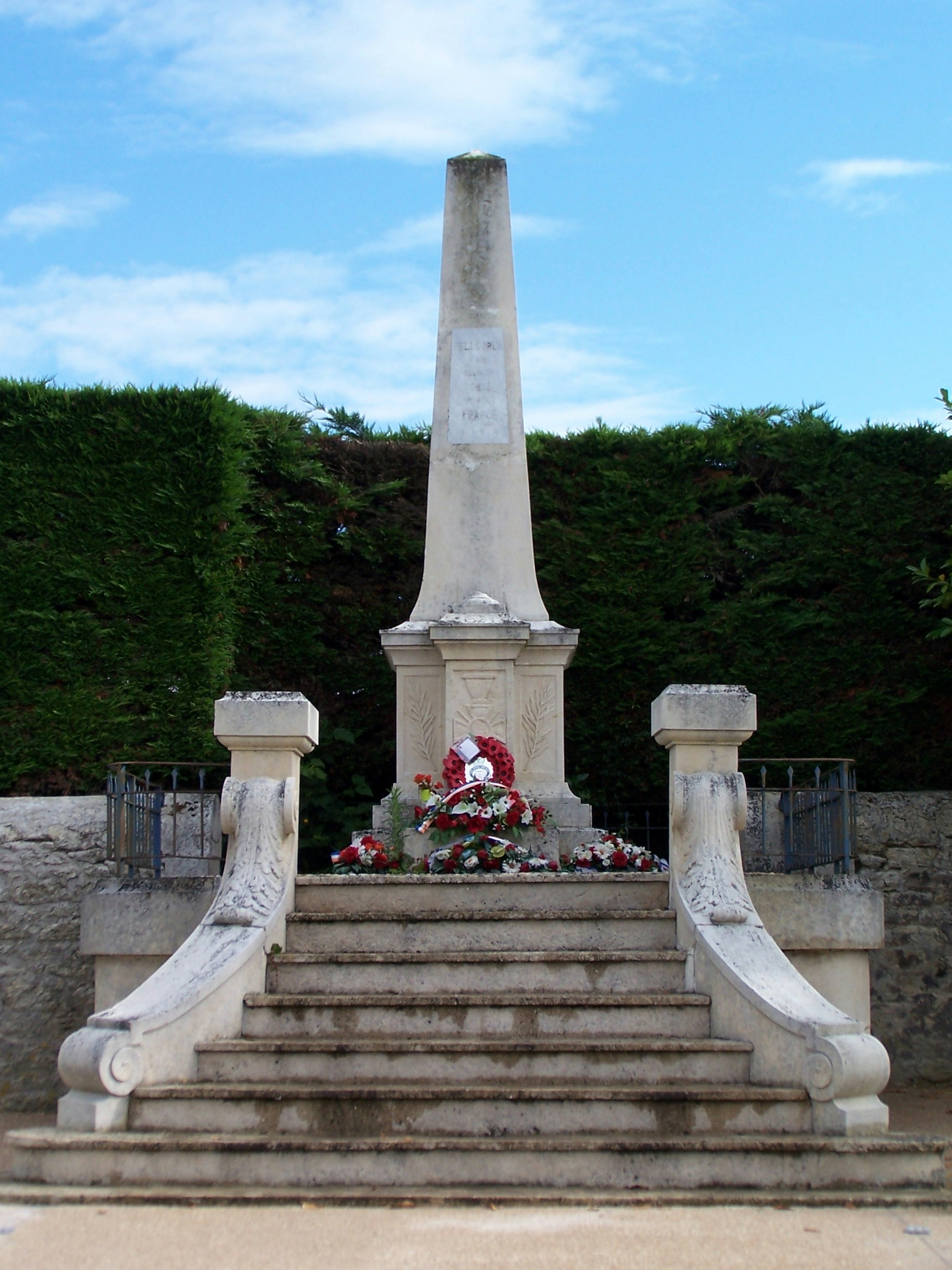
Le monument aux morts sur l'ancienne place du Foirail (juil. 2012).
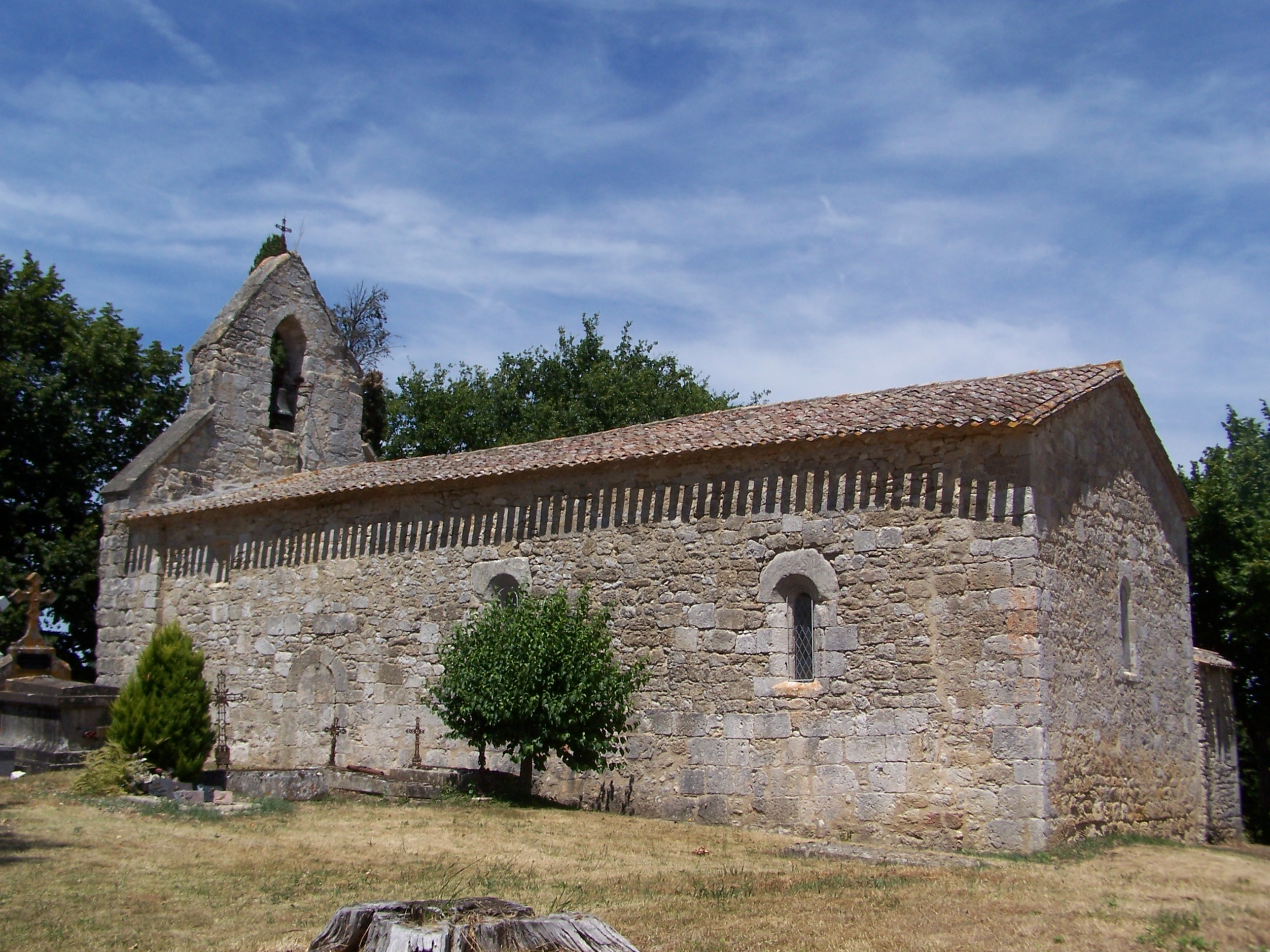
Église Saint-Laurent de Saint-Laurent

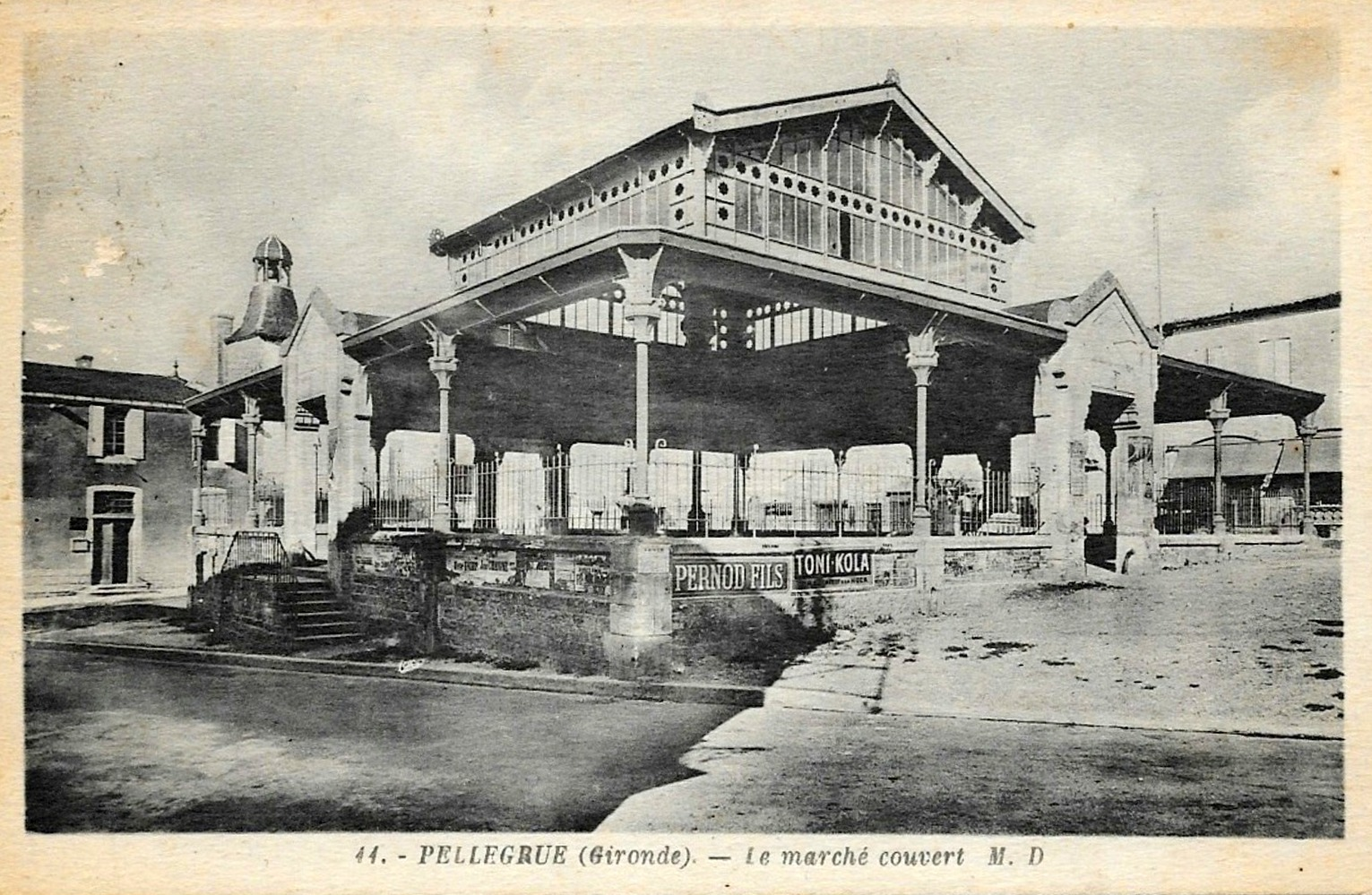
Marché couvert vers 1905
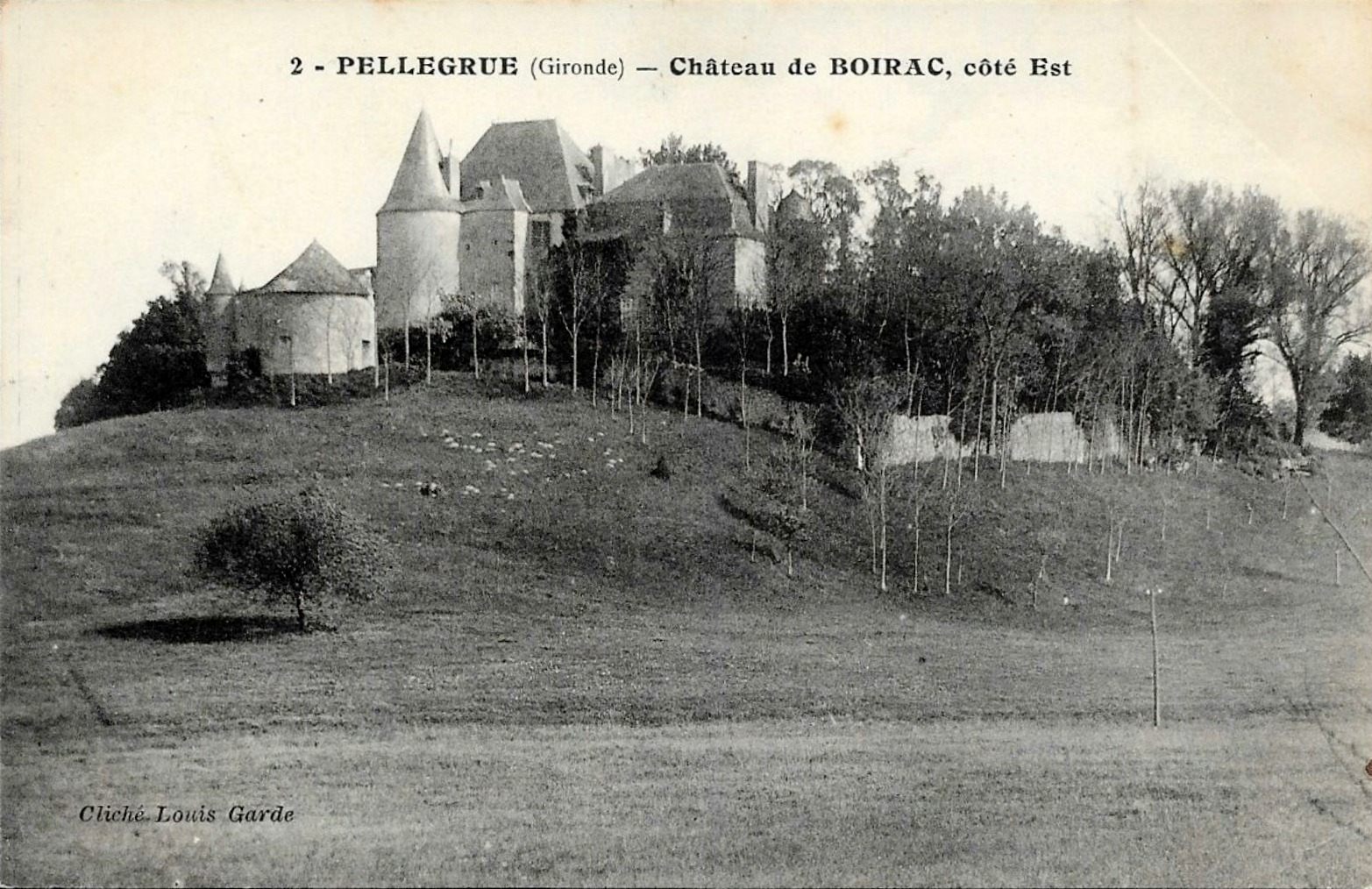
Châtea Boirac
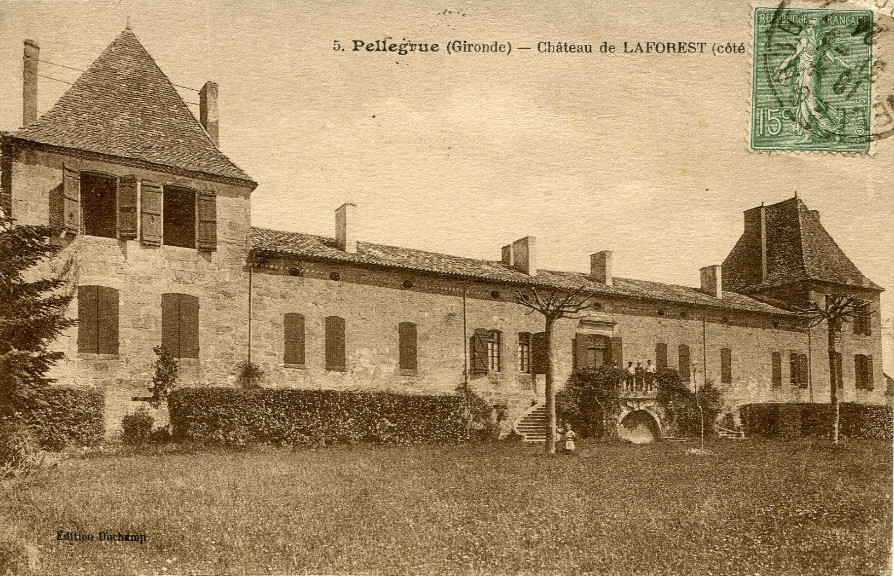
Château Laforest
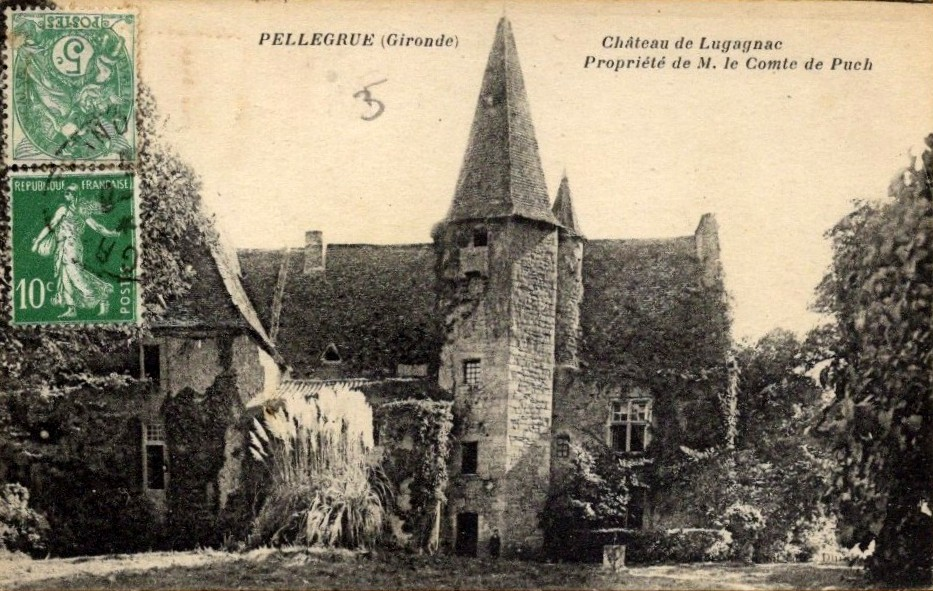
Château Lugagnac

### Personnalités liées à la commune
- Paul Courounet (Pellegrue 1908 - Semeac 1961), sous-officier de la Colonne Leclerc puis officier de la 2e DB, Compagnon de la Libération.